# Bilandro

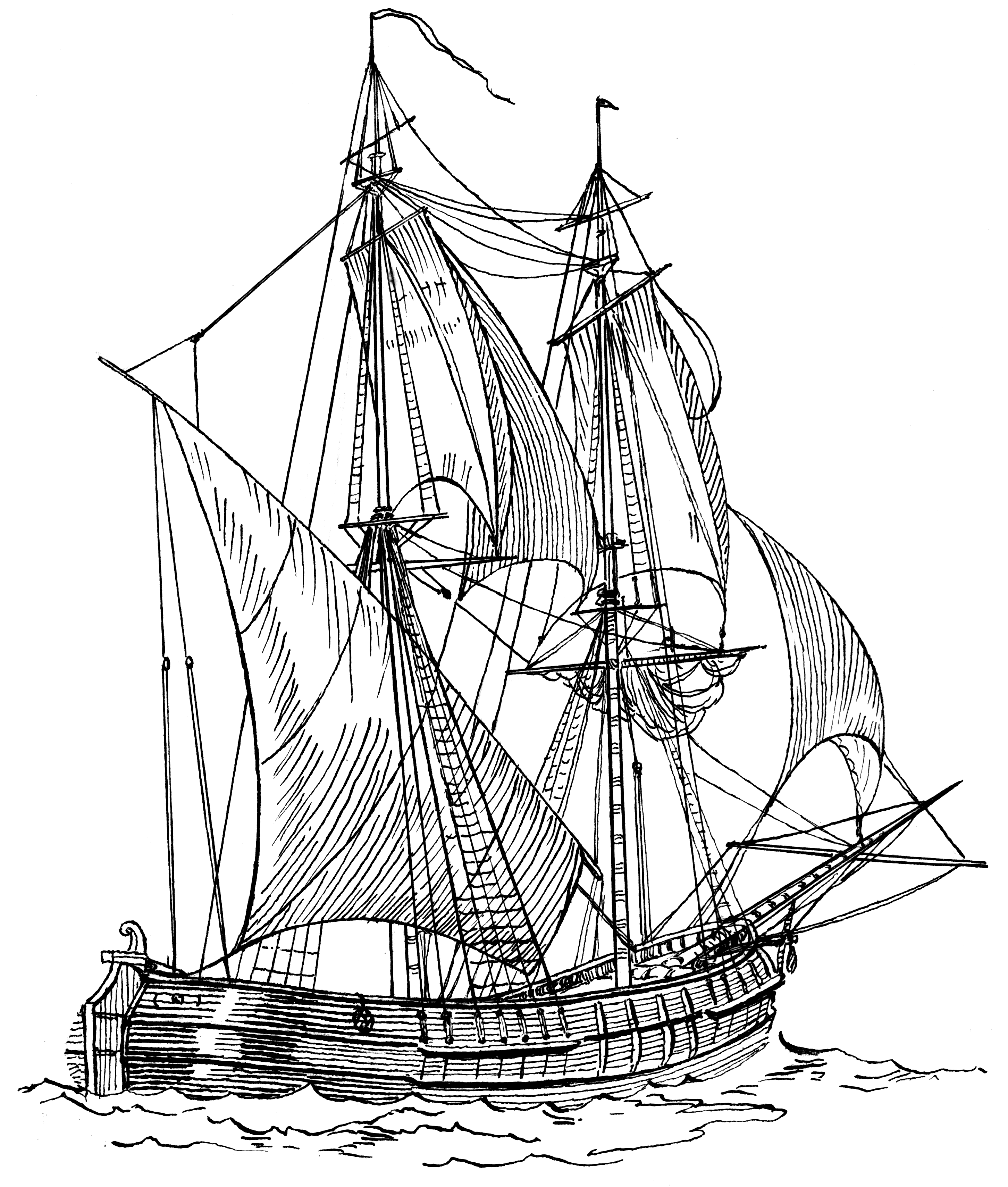
Illustrazione di un bilandro

Il bilandro era una piccola imbarcazione mercantile con due alberi, usata nei Paesi Bassi per i commerci costieri e nei canali. Fu usata anche nel Mar Mediterraneo e, anche se in minor modo, nel Mare del Nord.
L'albero di mezzana era equipaggiato con una randa a vela latina, mentre l'albero maestro portava la classica vela quadrata come la vela superiore.
La portata di carico era solitamente sotto le 100 tonnellate.
Il bilandro fu usato per poco tempo venendo sostituito da modelli più efficienti, e ai giorni nostri ne esistono pochi esemplari.